# Veronica tenuifolia
Veronica tenuifolia är en grobladsväxtart. Veronica tenuifolia ingår i släktet veronikor, och familjen grobladsväxter.

## Underarter
Arten delas in i följande underarter:
- V. t. fontqueri
- V. t. javalambrensis
- V. t. tenuifolia
- V. t. oscensis